# Martin Fafejta (sociolog)
Martin Fafejta (* 27. prosince 1968, Chrudim) je český sociolog a vysokoškolský pedagog.

## Život
Narodil se v Chrudimi, vyrůstal v Pardubicích. Vystudoval elektroprůmyslovku v Dobrušce. Na základní škole se rozhodl nepodepsat kondolenční listiny Leonidu Brežněvovi a raději se před touto povinností schoval. Na střední škole se stal předsedou Socialistického svazu mládeže, ve třetím ročníku se však rozhodl rezignovat. V roce 1987 začal studovat na Přírodovědecké fakultě Univerzity Palackého v Olomouci, a to obory matematika a výpočetní technika. V roce 1989 se jako student účastnil studentských protestů po 17. listopadu v Olomouci. V letech 1993–2000 vystudoval sociologii na Filozofické fakultě Univerzitě Palackého v Olomouci. Zde nastoupil také na doktorské studium a od roku 2000 zde působí jako odborný asistent a pedagog.

## Odborné působení
Odborně se jako sociolog věnuje především tématům genderu a sexuality, sociologii sexuálních deviací, ale také otázkám sexuálních menšin a klinickému výzkumu pedofilie. Věnuje se také ideologii sociálních hnutí.

## Politické působení
V roce 1991 na základě stávkové zkušenosti vstoupil do Občanské demokratické aliance. Z té ale záhy vystoupil a soustředil se na akademické působení. Fafejta se v roce 2012 rozhodl z recese kandidovat na prezidenta ČR v rámci první přímé prezidentské volby v lednu 2013. Nezískal však dostatek podpisů ani podporu senátorů.

## Publikace (výběr)
- Fafejta M. Úvod do sociologie pohlaví a sexuality. Úvod do sociologie pohlaví a sexuality. 2004.
- Skopalová J., Klimentová E., Kliment P., Fafejta M., Sýkorová K. Vybrané kapitoly ze sociálních deviací. Vybrané kapitoly ze sociálních deviací. 2007.
- Fafejta M. Sociologie pro právníky. 2013.
- Fafejta M. Problémy sociálního soužití v praxi sociální práce. 2013.
- Fafejta M. Sexualita a sexuální identita: Sociální povaha přirozenosti. 2016.
- Fafejta M., Sloboda Z. Sociální a právní aspekty života intersex lidí v Česku: Podkladová studie - sociální aspekty života intersex lidí v Česku. 2021.
- Dušková Š., Fafejta M., Sloboda Z. Trampoty s pohlavím: sociální a právní aspekty života intersex lidí. 2022.